# Premi Microsoft
El Premi Microsoft de la Royal Society i les Acadèmies Franceses de les Ciències era un premi anual atorgat per la Royal Society i l'Acadèmia Francesa de les Ciències als científics que treballaven a Europa, que havien contribuït de manera important al progrés de la ciència a través de mètodes computacionals. Va ser patrocinat per Microsoft Research.
El premi va ser obert a qualsevol investigador científic que hagués contribuït significativament a la intersecció de la informàtica i les ciències que cobreixen les ciències biològiques, les ciències físiques, les matemàtiques i l'enginyeria. El premi reconeix la importància de la recerca interdisciplinària en la interfície de la ciència i la informàtica per avançar en les fronteres científiques, així com la importància d'invertir en científics europeus per donar a Europa una base científica competitiva. El receptor va ser seleccionat per un comitè compost per membres de l'Acadèmia de les Ciències i membres de la Royal Society. El premi consistia en un trofeu i una quantitat monetària de 250.000 €, dels quals 7.500 € són premis en metàl·lic i la resta es destinava a futures investigacions.
El primer premi es va fer el 2006 i l'últim el 2009. Ara ha estat substituït pel Premi Milner de la Royal Society.

## Llista de guanyadors
| Any  | Guanyador       | Afiliació                | Premiat per:                               | Premi especial per a: | Referències |
| ---- | --------------- | ------------------------ | ------------------------------------------ | --- | ----------- |
| 2006 | Dennis Bray     | Universitat de Cambridge | Quimiotaxi simulat per ordinador d'E. coli | Configuració d'una instal·lació computacional per proporcionar energia computacional per a simulacions moleculars de quimiotaxi bacterià.                               | [ 1 ]       |
| 2007 | Giorgio Parisi  | La Sapienza              | cromodinàmica quàntica i cristall d'espín  | Un projecte anomenat IANUS que utilitza matriu de portes programable in situ (FPGA) com a simulador de sistemes complexos.                                              | [ 2 ]       |
| 2008 | Nicholas Ayache | INRIA                    | anàlisi d'imatges mèdiques                 | Estadística de formes tridimensionals, la combinació de diverses modalitats d'imatge, i el desenvolupament de models computacionals que combinen anatomia i fisiologia. | [ 3 ]       |
| 2009 | Peer Bork       | EMBL                     | Anàlisi computacional del microbioma humà. | | [ 4 ]       |

## Premi Microsoft avui
Avui, Microsoft concedeix premis a socis de primer nivell en diversos països.